# Wolfgang Eisenmenger
Wolfgang Eisenmenger (* 4. Februar 1944 in Waldshut)  ist ein deutscher Rechtsmediziner, ehemaliger Hochschullehrer und ehemaliger Vorstand des Instituts für Rechtsmedizin der Ludwig-Maximilians-Universität München.

## Leben
Nach dem Abitur im Jahre 1963 am Hochrhein-Gymnasium Waldshut studierte Eisenmenger Humanmedizin in Freiburg im Breisgau und Wien.
In Freiburg war Eisenmenger, der zunächst eigentlich Landarzt werden wollte, nach seiner Promotion mit einem Thema zur Säuglings- und Kleinkindentwicklung Assistent am rechtsmedizinischen Institut. Ab Februar 1972 arbeitete er am Institut für Rechtsmedizin in München. 1977 habilitierte er sich mit einer Arbeit zur Altersbestimmung von Hirnrindenverletzungen. Nachdem er in München bereits eine C3-Professur erhalten und einen Ruf an die Universität Freiburg abgelehnt hatte, wurde er im Oktober 1989 als Nachfolger von Wolfgang Spann Ordinarius und Leiter des Münchner Instituts. In seine Zeit als Institutsleiter fielen neben vielen aufsehenerregenden Mordfällen genanalytische Ermittlungen zur Abstammung Kaspar Hausers und zur endgültigen Klärung der Identität der sterblichen Überreste Martin Bormanns. Kurz vor seiner Pensionierung trat er im Gerichtsverfahren zur Entführung von Ursula Herrmann als Gutachter auf. Ende März 2009 ging er in den Ruhestand.
Eisenmenger ist verheiratet und Vater zweier erwachsener Töchter.
Eisenmengers Nachfolger als Leiter des Instituts wurde ab 1. April 2009 kommissarisch Matthias Graw. Nach Abschluss des Berufungsverfahrens ist Graw seit April 2011 Professor und Vorstand des Instituts.

## Gremientätigkeit
- seit 1996 Fachgutachter der Deutschen Forschungsgemeinschaft
- 1996–2000 Präsident der Deutschen Gesellschaft für Medizinrecht
- 2001–2006 Präsident der Deutschen Gesellschaft für Rechtsmedizin

## Herausgeberschaften
Eisenmenger ist Mitherausgeber der Zeitschriften
- Rechtsmedizin
- International Journal of Legal Medicine
- American Journal of Forensic Medicine and Pathology

## Auszeichnungen und Mitgliedschaften
- 1987: Preis für gerichtliche Medizin der Humboldt-Universität zu Berlin
- 1991: Goldenes Ehrenzeichen für Verdienste um die Republik Österreich[9]
- 1995: Mitglied der Deutschen Akademie der Naturforscher Leopoldina[10]
- 1999: Richard-Kockel-Medaille
- 2000: Ehrenmitglied der Rumänischen Gesellschaft für Gerichtliche Medizin
- 2001: Goldene Ehrenmedaille der Universität Istanbul
- 2003: Senator-Lothar-Danner-Medaille
- 2009: Medaille für Verdienste um die Bayerische Justiz
- 2010: Bayerischer Verdienstorden
- 2013: Bayerische Staatsmedaille Innere Sicherheit

## Werke
- Literatur von und über Wolfgang Eisenmenger im Katalog der Deutschen Nationalbibliothek